# Creagris
Creagris is een geslacht van kevers uit de familie van de loopkevers (Carabidae). De wetenschappelijke naam van het geslacht is voor het eerst geldig gepubliceerd in 1857 door Nietner.

## Soorten
Het geslacht Creagris omvat de volgende soorten:
- Creagris bigemmis Andrewes, 1931
- Creagris binoculus Bates, 1892
- Creagris bisignata Landin, 1955
- Creagris distacta (Wiedemann, 1823)
- Creagris hamaticollis Bates, 1892
- Creagris labrosa Nietner, 1857
- Creagris lineola Andrewes, 1926
- Creagris rubrothorax Louwerens, 1949
- Creagris wilsonii (Castelnau, 1867)